# Linea ferroviaria rapida Senboku
La linea ferroviaria rapida Semboku (泉北高速鉄道線?, Senboku Kōsoku Tetsudō-sen) è una ferrovia suburbana a servizio della nuova città di Senboku, situata a Sakai nella prefettura di Osaka in Giappone. La linea serve un bacino di circa 150.000 persone e alcuni dei suoi treni presso la stazione di Nakamozu continuano lungo la linea Nankai Kōya.

## Servizi e stazioni
■ Espresso Limitato (特急（泉北ライナー）?, Tokkyū (Semboku Liner)) (LE)
■ Subespresso (区間急行?, Kukan Kyūkō) (SbE)
Opera solo le mattine dei giorni feriali e solo verso Namba. Il servizio è iniziato il 29 marzo 1987 per completare l'estensione verso sud della linea Midōsuji fino a Nakamozu.
■ Semiespresso (準急?, Junkyū) (SmE)
Tutti i giorni e a tutte le ore, diretti per Namba.
■ Locale (各駅停車?, Kakueki Teisha) (L)
Opera dalle 05:00 alle 10:00, e dalle 16:00 alle 00:30. Effettua servizio navetta fra Nakamozu e Izumi-Chūō. Attorno alla mezzanotte un solo treno continua fino a Namba.

### Stazioni

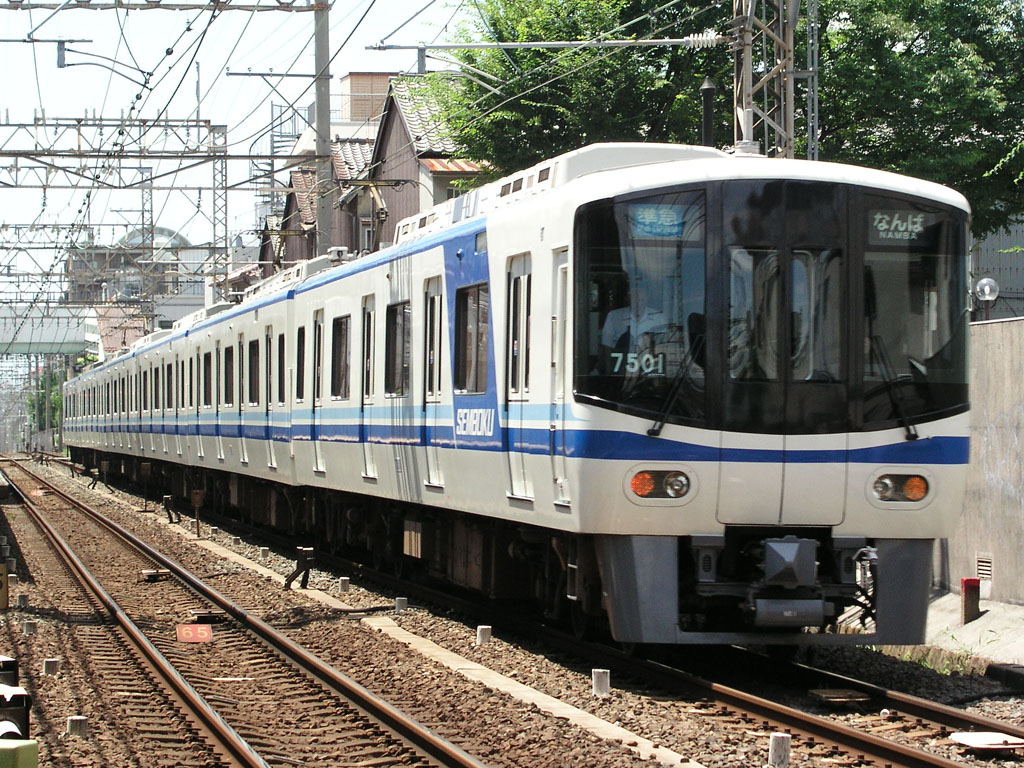
Un convoglio della serie 7000

| Numero | Nome             | Giapponese         | Distanza interstazione | Distanza totale | L     | SmE   | SbE   | LE    | Collegamenti                       | Posizione | Posizione |
| ------ | ---------------- | ------------------ | ---------------------- | --------------- | ----- | ----- | ----- | ----- | ---------------------------------- | --------- | --------- |
|        | Servizio diretto | Servizio diretto   |                        |                 | Namba | Namba | Namba | Namba |                                    |           |           |
| SB01   | Nakamozu         | 中百舌鳥           | -                      | 0.0             | ●     | ●     | \|    | \|    | ■ Linea Nankai Kōya Linea Midōsuji | Kita-ku   | Sakai     |
| SB02   | Fukai            | 深井               | 3.7                    | 3.7             | ●     | ●     | ●     | \|    |                                    | Naka-ku   | Sakai     |
| SB03   | Izumigaoka       | 泉ヶ丘             | 4.1                    | 7.8             | ●     | ●     | ●     | ●     |                                    | Minami-ku | Sakai     |
| SB04   | Toga-Mikita      | 栂・美木多         | 2.4                    | 10.2            | ●     | ●     | ●     | ●     |                                    | Minami-ku | Sakai     |
| SB05   | Kōmyōike         | 光明池（光明いけ） | 1.9                    | 12.1            | ●     | ●     | ●     | ●     |                                    | Minami-ku | Sakai     |
| SB06   | Izumi-Chūō       | 和泉中央           | 2.2                    | 14.3            | ●     | ●     | ●     | ●     |                                    | Izumi     | Izumi     |

## Tariffe
Le tariffe sono aggiornate al 24 novembre 2005.
| Nakamozu | 180   | 220        | 260         | 280      | 320        |
| 90       | Fukai | 200        | 220         | 240      | 280        |
| 110      | 100   | Izumigaoka | 180         | 200      | 240        |
| 130      | 110   | 90         | Toga-Mikita | 160      | 220        |
| 140      | 120   | 100        | 80          | Kōmyōike | 200        |
| 160      | 140   | 120        | 110         | 100      | Izumi-Chūō |

## Progetti futuri
È stata richiesta dai cittadini l'estensione della linea verso sud e verso le città di Kaizuka e Kumatori, tuttavia la commissione per il trasporto del Kinki ha affermato di non avere la liquidità necessaria per effettuare l'estensione..